# Comerica Bank Challenger 2000
Il Comerica Bank Challenger 2000 è stato un torneo di tennis facente parte della categoria ATP Challenger Series nell'ambito dell'ATP Challenger Series 2000. Il torneo si è giocato ad Aptos negli Stati Uniti dal 17 al 23 luglio 2000 su campi in cemento.

## Vincitori

### Singolare
Bob Bryan ha battuto in finale  Kevin Kim con il punteggio di 6–4, 6(6)–7, 6–4

### Doppio
Bob Bryan /  Mike Bryan hanno battuto in finale  Kevin Kim /  Luke Smith con il punteggio di 6–4, 3–6, 6–4